# Bazylika Estrela
Bazylika Estrela (port: Basílica da Estrela) lub Królewska Bazylika i Klasztor Najświętszego Serca Jezusowego – bazylika i klasztor karmelitów w Lizbonie, w Portugalii, zbudowany z rozkazu królowej Marii I, jako wotum wdzięczności za urodzenie syna (Józefa, księcia Brazylii). Oficjalna nazwa kościoła to Bazylika Najświętszego Serca Pana Jezusa. Budowa rozpoczęła się w 1779 roku, a bazylika została ukończona w 1790 roku, po śmierci Józefa spowodowanej ospą w 1788 roku.
Bazylika Estrela była pierwszym kościołem na świecie poświęconym Najświętszemu Sercu Jezusa. W 1910 r. bazylika uznana została za Pomnik Narodowy.

## Architektura
Ogromny kościół, który posiada gigantyczną kopułę, znajduje się na wzgórzu w zachodniej części Lizbony.  Dzięki temu przez długi czas był on widoczny z każdego miejsca w mieście. Styl architektoniczny jest podobny do stylu Pałacu w Mafrze, zawierając elementy późnego baroku i klasycyzmu. Front kościoła flankują dwie dzwonnice z rzeźbami świętych i postaci alegorycznych.
Do wyposażenia kościoła użyto dużej ilości szarego, różowego i żółtego marmuru, którym pokryte są podłogi i ściany. Różnobarwne płyty układane są w skomplikowane wzory geometryczne. W kościele wisi kilka obrazów autorstwa Pompeo Batoni. Grób Królowej Marii I znajduje się na prawym transepcie. Szopka wykonana przez rzeźbiarza Joaquim Machado de Castro, zawierająca ponad 500 figur wykonanych z dębu korkowego i terakoty, jest główną atrakcją dla zwiedzających.